# Filip Blažek
Filip Blažek (* 21. srpna 1973 Praha) je český divadelní, filmový a dabingový herec.

## Kariéra
Po absolutoriu studia herectví na Pražské konzervatoři krátce působil v Mosteckém divadle, od roku 1994 byl členem Městských divadel pražských, kde hrál v Divadle ABC, hostoval také ve Vinohradském divadle a v Divadelním spolku Kašpar.
Mezi jeho nejznámější filmové role patří hned ta první hlavní: postava pohádkového krasavce Matěje ze snímku Nesmrtelná teta z roku 1993. Později si zahrál i v dalších televizních pohádkách i seriálech.
V průběhu času změnil své herecké role a z pohledného mladého krasavce přešel na drsného muže středního věku. Nyní je známější spíše v policejních rolích, například v divácky úspěšnému seriálu Případy 1. oddělení.
V roce 2024 byl Českou televizí představen jako jedna z osobností, která se zúčastní třinácté řady taneční soutěže StarDance.

## Divadelní role, výběr
- 2012 William Shakespeare: Zkrocení zlé ženy, Petruccio, veronský šlechtic, Divadlo na Vinohradech, režie Juraj Deák

## Filmografie
- Vyhrávat potichu (1984)
- Černé sklo (1986) – TV film
- Ahoj sídliště (1986) – TV film
- Posledné hry (1989) – TV film
- Nesmrtelná teta (1993)
- Klekání zvoníme (1995) – TV film
- Azrael, anděl smrti (1995) – TV film
- O třech rytířích, krásné paní a lněné kytli (1996)
- Na lavici obžalovaných justice (1998) – TV seriál
- Z pekla štěstí (1999) – hlas Honzy (Miroslav Šimůnek)
- Černí andělé (2001) – TV seriál
- Lakomec (2002) – TV film
- Andělská tvář (2002)
- Duše jako kaviár (2004)
- Letiště (2006) – TV seriál
- Poslední sezóna (2006) – TV seriál (Richard Franc)
- Pusinky (2007)
- Velmi křehké vztahy (2007-2009) - TV seriál
- Kouzla králů (2008) – TV film
- Přešlapy (2009) – TV seriál
- Peklo s princeznou (2009)
- Ententýky (2012)
- Policajti z centra (2012) – TV seriál
- Probudím se včera (2012)
- Případy 1. oddělení (2014) – TV seriál
- Svatby v Benátkách (2014) – TV seriál
- Přístav (2015) – TV seriál
- Skrytá válka (2015)
- Instalatér z Tuchlovic (2016) – TV film
- Věčně tvá nevěrná (2018)
- Pepa (2018)
- Dukátová skála (2018)
- Krejzovi (2018) – TV seriál
- Černé vdovy (2019) – TV seriál
- Špindl 2 (2019) - Film
- Slunečná (2020) – TV seriál

## Dabing
Nadaboval přes třicet filmů. Mezi slavné dabingy patřily filmy Madagascar 1 , 2, 3, kde daboval hlavní postavu lva Alexe, ale také seriál Živí mrtví, kde daboval hlavní postavu Ricka Grimese.

## Rodinné vztahy
S předchozí partnerkou, herečkou Lucií Benešovou (se kterou nebyl ženatý) má syna Luciána. S manželkou Jolanou má dcery Johanu a Filippu.